# 남아메리카바위쥐속
남아메리카바위쥐속(Aconaemys)은 데구과에 속하는 설치류에 속한다. 3종으로 이루어져 있다.

## 특징
작은 설치류로 꼬리 길이 51~80mm를 제외한 몸길이가 135~187mm이고 몸무게는 최대 143g이다.

## 분포
부분적으로 굴을 파는 동물로 이루어져 있고, 칠레 남부와 아르헨티나에 널리 분포한다.

## 하위 종
3종이 알려져 있다.
- 칠레바위쥐 (A. fuscus)
- 포터바위쥐 (A. porteri)
- 세이지바위쥐 (A. sagei)